# Arthur Eustace Southon
Arthur Eustace Southon (16 de fevereiro de 1887, Londres – 30 de dezembro de 1964, Bristol) foi um escritor britânico. Escreveu o romance On Eagle's Wings (Em Asas de Águia, em inglês), que serviu de base para o filme Os Dez Mandamentos, de Cecil B. DeMille.[carece de fontes?]
Acredita-se também que tenha trabalhado por um tempo como missionário na África Ocidental e na China.